# Ivar Stafuza
Ivar Gerardo Stafuza (Reconquista, Santa Fe, Argentina, 6 de noviembre de 1961) es un exfutbolista argentino que se desempeñaba como defensor o mediocampista.

## Trayectoria
Realizó las divisiones inferiores en Boca Juniors, club en el cual debutó en primera en el Torneo Metropolitano de 1983 en la victoria de Boca 1 a 0 frente a Quilmes permaneciendo en dicha institución hasta el año 1992. Jugó 300 encuentros y fue titular en 221 y convirtió 12 goles para el Club de la Ribera. 
Luego jugó en Banfield, Talleres de Remedios de Escalada y San Martín de Formosa, club en el cual se retiró de la práctica activa del fútbol en el año 1997.
Fue un marcador lateral derecho con buen marcaje y ordenado tácticamente, lo cual permitió que también los DT recurrieran  a ubicarlo como mediocampista lateral derecho en la formación 4-4-2, con buena proyección al ataque y fuerte pegada.

## Clubes
| Club                   | País      | Año       |
| ---------------------- | --------- | --------- |
| Boca Juniors           | Argentina | 1983-1992 |
| Banfield               | Argentina | 1992-1993 |
| Guarani Antonio Franco | Argentina | 1993-1994 |
| Talleres (RdE)         | Argentina | 1995-1996 |
| San Martín de Formosa  | Argentina | 1996-1997 |

## Palmarés

### Campeonatos nacionales
| Título             | Club     | País      | Año     |
| ------------------ | -------- | --------- | ------- |
| Primera B Nacional | Banfield | Argentina | 1992-93 |

### Campeonatos internacionales
| Título                 | Club         | Sede final   | Año  |
| ---------------------- | ------------ | ------------ | ---- |
| Supercopa Sudamericana | Boca Juniors | Avellaneda   | 1989 |
| Recopa Sudamericana    | Boca Juniors | Miami        | 1990 |
| Copa Master            | Boca Juniors | Buenos Aires | 1992 |